# 維塔利斯峰
維塔利斯峰（英語：Witalis Peak），是南極洲的山峰，位於阿蒙森海岸，屬於毛德王后山脈的一部分，海拔高度760米，由美國探險隊發現和繪入地圖，由該國南極名稱諮詢委員命名，現時由南極條約體系管理。